# Côté Rouen
Côté Rouen est un hebdomadaire d'information gratuit distribué à Rouen. Le journal est édité en France par le groupe Groupe actu, filiale du groupe SIPA-Ouest-France. Son premier numéro paraît le mercredi 2 février 2011. Il est publié le mercredi (distribution dès le mardi dans certains quartiers) sur 24 pages (en moyenne) en couleur. Il est également disponible en ligne et en intégralité, le mardi, sur Actu.fr, et tout particulièrement sa page 76actu.
Ce journal est en concurrence avec Tendance Ouest (hebdomadaire), journal gratuit distribué le mercredi matin à Rouen. Il est distribué à 45 000 exemplaires.
L'hebdomadaire entend proposer « une actualité 100 % rouennaise », un guide loisirs, des bons plans, des infos utiles et pratiques » et de l'actualité générale. La publicité est confiée à Hebdoscom, filiale de Précom.
Il emploie deux journalistes.

## Historique
Côté Rouen est lancé le mercredi 2 février 2011.
Le logo du journal a été changé le 25 janvier 2012 (44e numéro). Il a également changé de format, en 2015, passant du tabloïd à une version médiane, entre le A4 (type 20 minutes) et le tabloïd.
Le 10 octobre 2012, le groupe Publihebdos lance le site internet 76actu, (devenu Normandie-actu en novembre 2014), une plateforme d’informations locales dédiée à la Normandie. Normandie-actu a regroupé les rédactions de Côté Rouen, Le Havre Infos, Côté Caux et Côté Caen.
Depuis 2017, tous les journaux et sites de Publihebdos ont été rassemblés sur le site Actu.fr